# Georges Delcoigne
Georges Delcoigne (Saint-Gilles 17 juin 1870, Saint-Gilles 21 mai 1916) est un architecte belge de la période Art nouveau qui est actif à Bruxelles.

## Biographie
Georges Delcoigne est un architecte-rentier bruxellois dont l'essentiel de la production est de style néoclassique et éclectique mais qui a réalisé deux maisons Art nouveau, l'une de style « Art nouveau floral » et l'autre de style « Art nouveau géométrique ».

## Réalisations remarquables
- 1899 : Sa réalisation la plus remarquable est sans aucun doute sa maison personnelle[3] sise au n° 14 de la place Morichar à Saint-Gilles.
Cette maison de style « Art nouveau floral » présente une superbe façade en pierre blanche d'Euville ornée de deux beaux sgraffites représentant respectivement l'« allégorie de la Musique et du Chant » et l'« allégorie de la Peinture ».
La porte d'entrée est surmontée d'un très bel oriel courant sur plusieurs niveaux et surmonté d'un petit balcon.
La travée principale est ornée d'un magnifique balcon soutenu par de superbes consoles.

- 1900 : maison rue de Turquie avec ornement floral de sgraffites (marguerites), par Gabriel Van Dievoet.

- 1911-1912 : hôtel pour voyageurs, construit à l'origine pour le baron de Crawhez, devenu « Conrad Hôtel » et « Wiltcher's », situé au n° 71 de l'avenue Louise, à Bruxelles[4].

## Immeuble de style « Art nouveau floral »
- 1899 : Maison Delcoigne, place Morichar n° 14
- 1900 : maison rue de Turquie, avec ornement en sgraffite (marguerite), par Gabriel Van Dievoet.

## Immeuble de style « Art nouveau géométrique »
- 1899 : rue de Tamines 4-6

## Immeubles de style néo-classique[3]
- 1896 : rue Defacz 152
- 1899 : rue d'Espagne 1

## Immeubles de style éclectique
- 1899 : rue de Tamines 8
- 1901 : avenue Ducpétiaux 3

## Illustrations

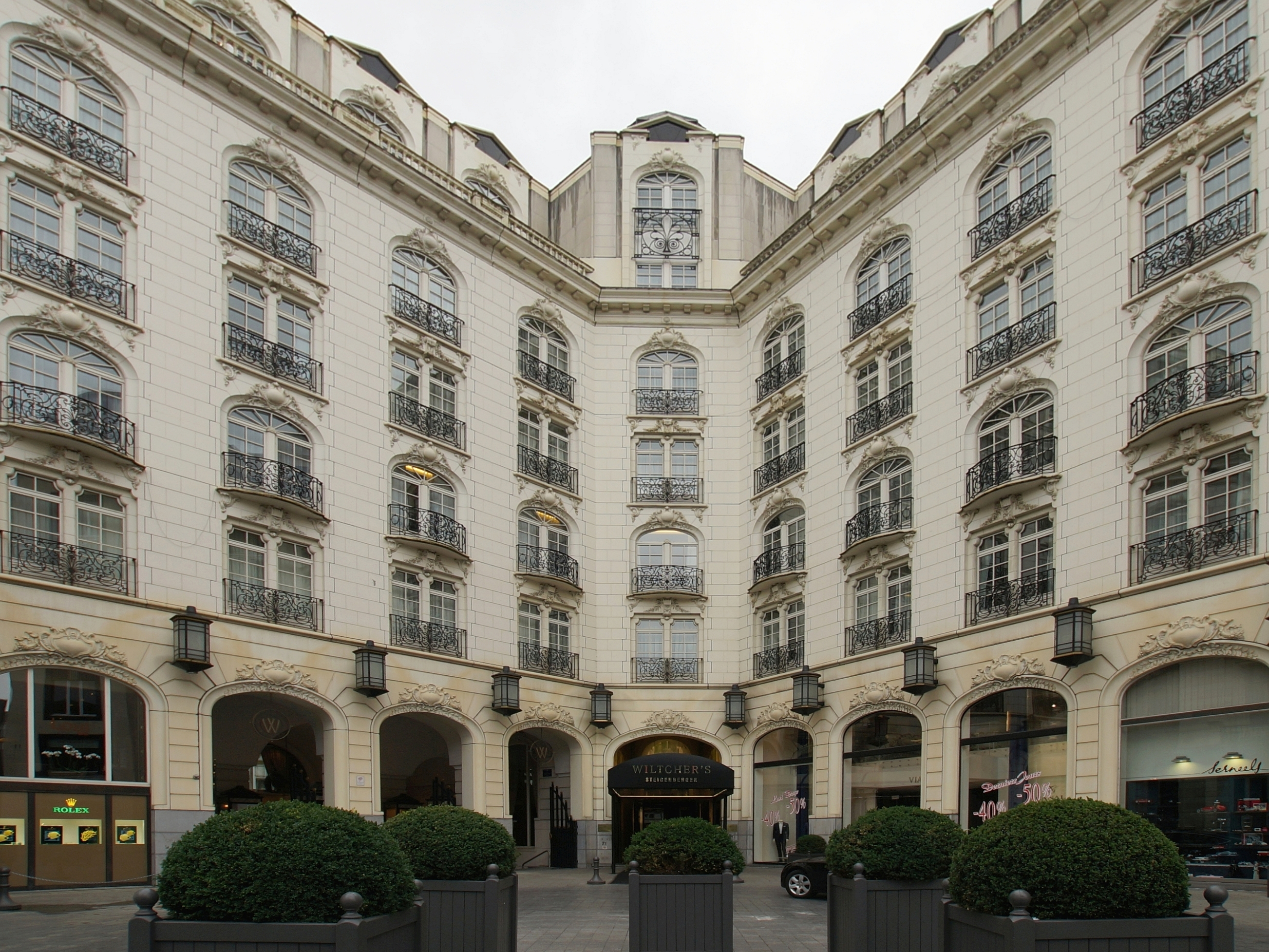
Hôtel de voyageurs - Avenue Louise 71 - Ixelles (1911-1912).
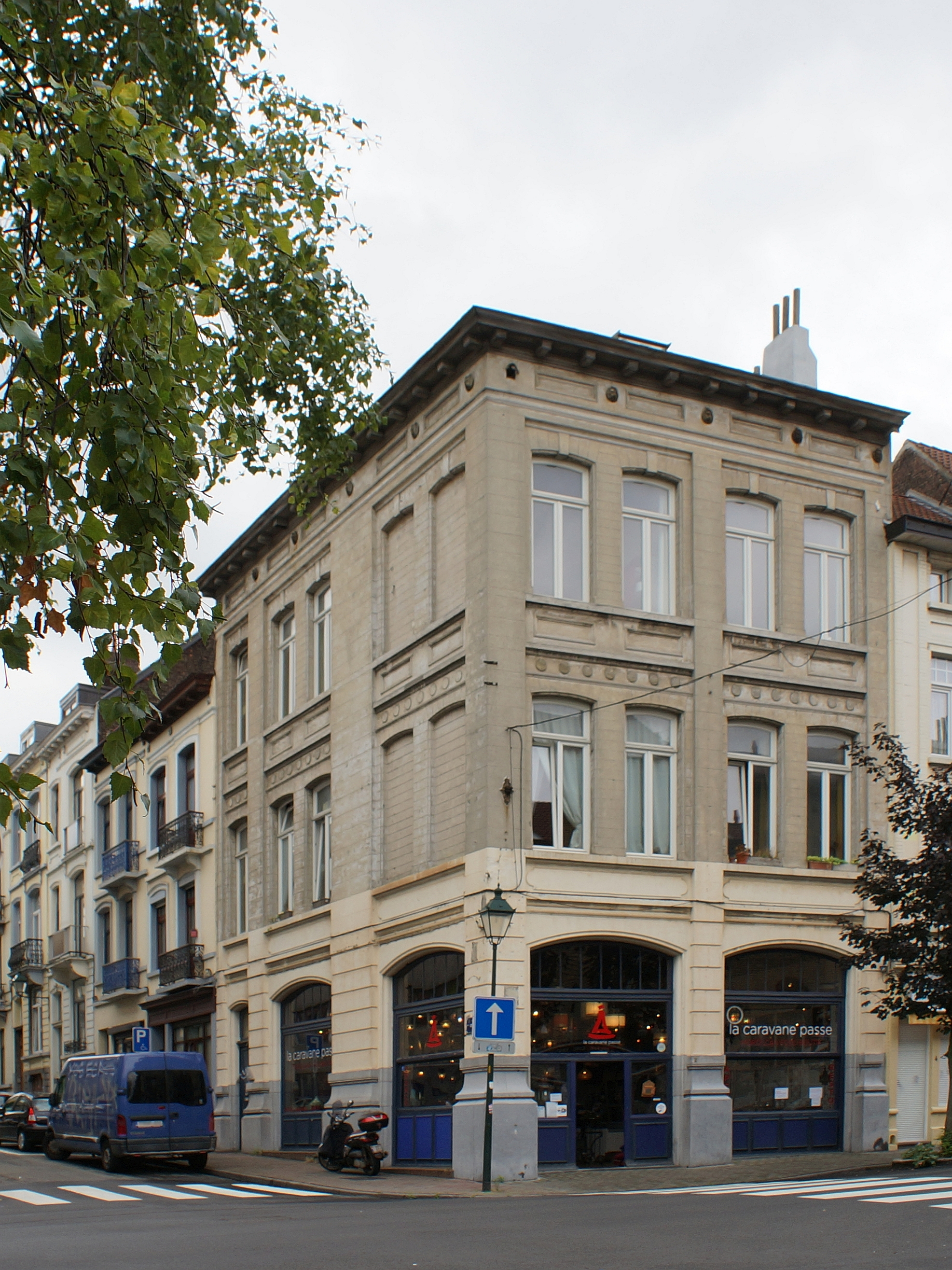
Maison au coin, avec deux façades - Rue d'Espagne 1 (à gauche) & Rue de Tamines 2 (à droite) - Saint-Gilles (1899).
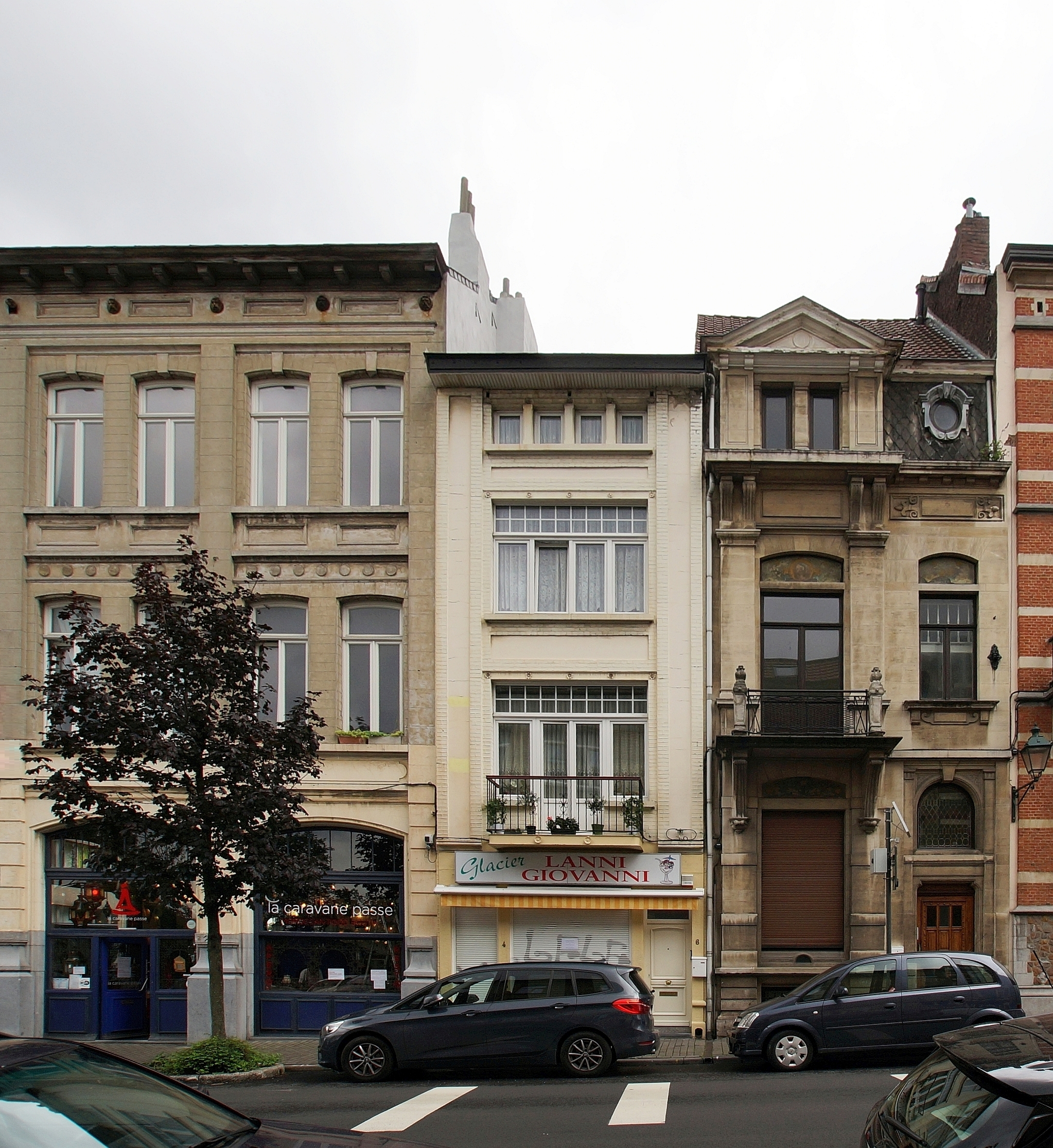
Rue de Tamines 2 (à gauche), 4-6 (au milieu) et 8 (à droite) - Saint-Gilles (1899).
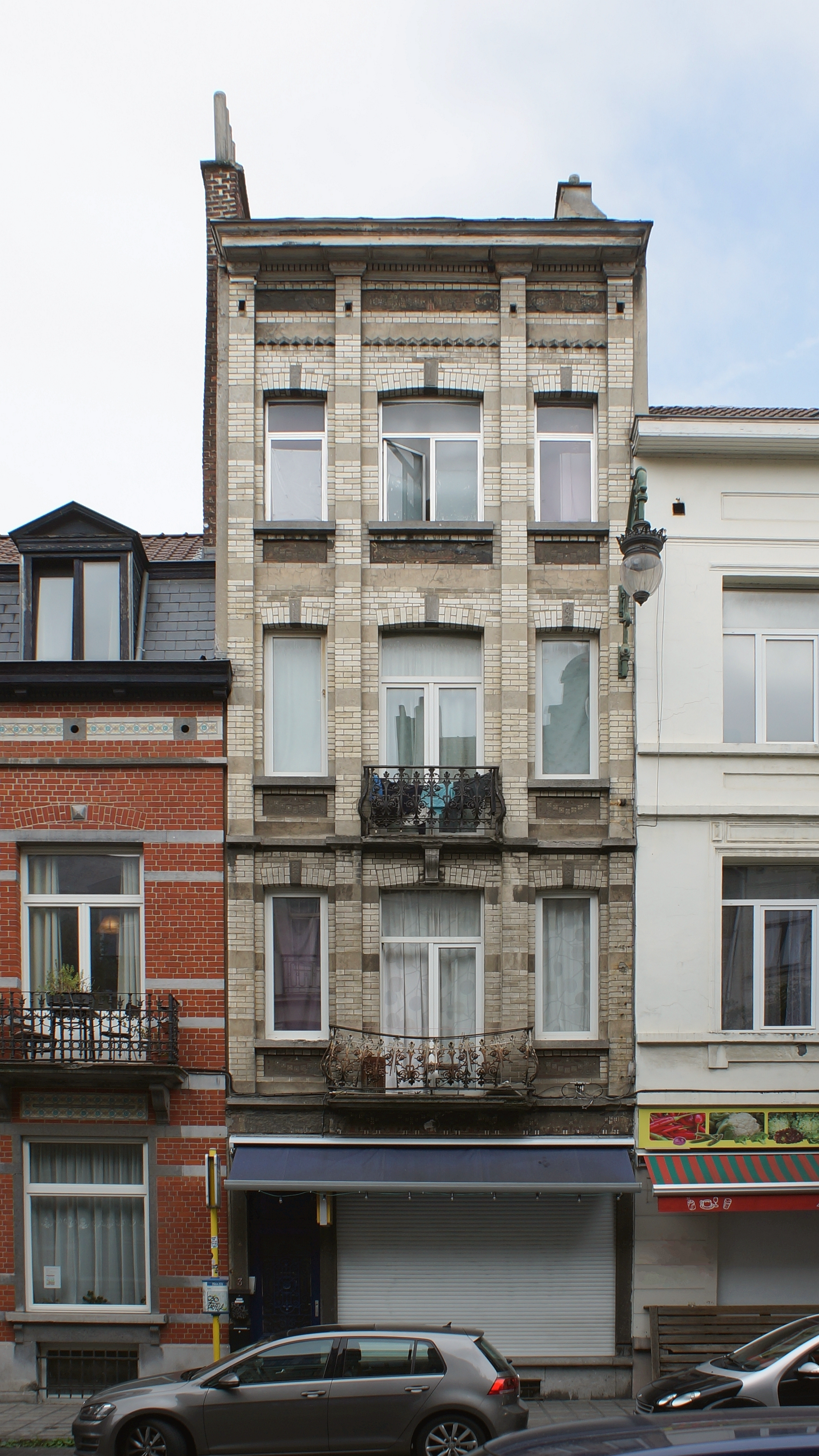
Avenue Edouard Ducpétiaux 3 - Saint-Gilles (1901).